# مسجد الرشید
مسجد الرشید (به انگلیسی: Al-Rashid Mosque) اولین مسجدی است که در کانادا بنا شد. این مسجد در ادمونتون در آلبرتا قرار دارد. مسجد الرشید در ۱۲ دسامبر ۱۹۳۸ با حضور شهردار منطقه به‌طور رسمی بازگشایی شد.
با گذشت زمان و به ویژه در زمان جنگ جهانی دوم این مسجد پایگاه معنوی بزرگی در منطقه محسوب می‌شده‌است.